# Нови-Сад (футбольный клуб)
«Но́ви-Сад» (серб. РФK Нови Сад) — сербский футбольный клуб из  одноименного города, в Южно-Бачском округе автономного края Воеводина.

## История
Клуб основан в 1921 году под именем «Новосадский Трговацкий Клуб», выступал в региональной лиге Войводина. В сезонах 1961/62—1964/64 играл в Первой Югославской лиге.
В 2022 году клуб объединился с другим клубом из Нови-Сада — вылетевшим из Суперлиги «Пролетером», и получил место в Первой лиге.
Домашний стадион команды «Детелинара» расположен в одноимённом районе Нови-Сада и вмещает 6 000 зрителей.

## Ссылки

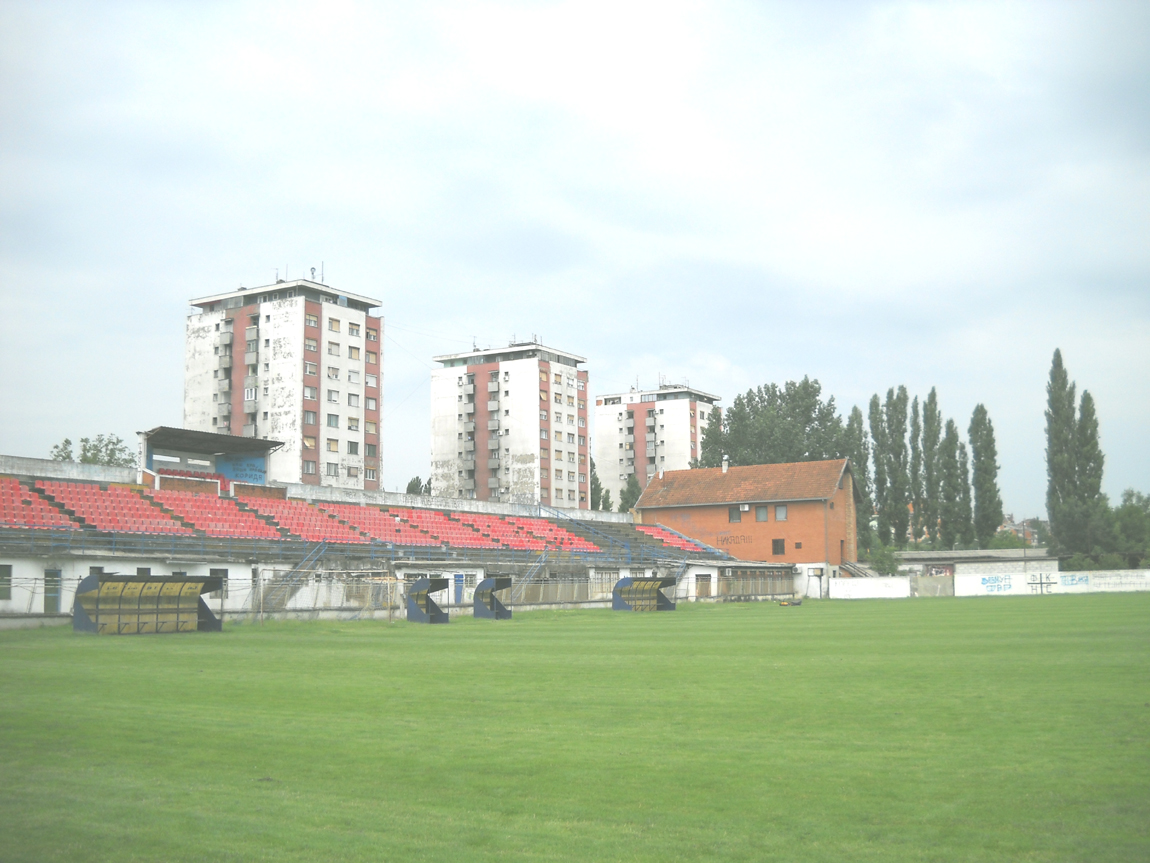